# Greece's Next Top Model (mùa 2)
Mùa thứ hai của Greece's Next Top Model được dựa theo America's Next Top Model của Tyra Banks. 4 vị giám khảo là Vicky Kaya, Angelos Bratis, Iliana Papageorgiou và Dimitris Skoulos, cũng quay lại cho mùa này.
Điểm đến quốc tế của mùa này là Milano dành cho top 5.
Lần thứ hai trong phiên bản Top Model, chương trình có 2 người chiến thắng trong cuộc thi là Anna-Maria Iliadou, 18 tuổi từ Athens và Katia Tarabanko, 22 tuổi từ Athens. Cả 2 đều giành được:
- 1 hợp đồng người mẫu với Place Models ở Hamburg
- Lên ảnh bìa tạp chí Madame Figaro
- 1 hợp đồng quảng cáo với Dust & Cream
- Giải thưởng tiền mặt trị giá €50,000

## Các thí sinh
(Tuổi tính từ ngày dự thi)
| Thí sinh            | Tuổi | Chiều cao               | Quê quán      | Bị loại ở | Hạng               |
| ------------------- | ---- | ----------------------- | ------------- | --------- | ------------------ |
| Katerina Peftitsi   | 26   | 1,65 m (5 ft 5 in)      | Katerini      | Tập 8     | 24                 |
| Argyro Manklari     | 25   | 1,73 m (5 ft 8 in)      | Thessaloniki  | Tập 9     | 23                 |
| Silia Evangelou     | 25   | 1,84 m (6 ft 1⁄2 in)    | Patras        | Tập 10    | 22                 |
| Lydia Katsanikaki   | 21   | 1,70 m (5 ft 7 in)      | Chania        | Tập 12    | 21                 |
| Ioanna Kyritsi      | 21   | 1,75 m (5 ft 9 in)      | Milos         | Tập 13    | 20                 |
| Gloria Nteniki      | 21   | 1,67 m (5 ft 5+1⁄2 in)  | Thessaloniki  | Tập 14    | 19                 |
| Nina Tzivanidou     | 25   | 1,73 m (5 ft 8 in)      | Limassol, Síp | Tập 15    | 18                 |
| Martina Chafitsouk  | 23   | 1,83 m (6 ft 0 in)      | Patras        | Tập 17    | 17 (dừng cuộc thi) |
| Olga Kalogirou      | 20   | 1,85 m (6 ft 1 in)      | Kastoria      | Tập 17    | 16                 |
| Souzana Kuol        | 19   | 1,82 m (5 ft 11+1⁄2 in) | Athens        | Tập 18    | 15                 |
| Spyroula Kaizer     | 24   | 1,74 m (5 ft 8+1⁄2 in)  | Limassol, Síp | Tập 19    | 14                 |
| Marina Grigoriou    | 23   | 1,73 m (5 ft 8 in)      | Thessaloniki  | Tập 20    | 13                 |
| Emmanouela Maina    | 21   | 1,71 m (5 ft 7+1⁄2 in)  | Thessaloniki  | Tập 24    | 12                 |
| Asimina Charitou    | 27   | 1,77 m (5 ft 9+1⁄2 in)  | Athens        | Tập 25    | 11                 |
| Eleftheria Karnava  | 20   | 1,72 m (5 ft 7+1⁄2 in)  | Athens        | Tập 26    | 10                 |
| Konstantina Florou  | 19   | 1,75 m (5 ft 9 in)      | Drama         | Tập 27    | 9-8                |
| Popi Galetsa        | 29   | 1,70 m (5 ft 7 in)      | Nea Moudania  | Tập 27    | 9-8                |
| Ilda Kroni          | 24   | 1,77 m (5 ft 9+1⁄2 in)  | Thessaloniki  | Tập 28    | 7                  |
| Anna Hatzi          | 19   | 1,81 m (5 ft 11+1⁄2 in) | Athens        | Tập 29    | 6                  |
| Hara Pappa          | 24   | 1,76 m (5 ft 9+1⁄2 in)  | Igoumenitsa   | Tập 30    | 5                  |
| Maria Michalopoulou | 18   | 1,76 m (5 ft 9+1⁄2 in)  | Corinth       | Tập 31    | 4                  |
| Keisi Miziou        | 24   | 1,77 m (5 ft 9+1⁄2 in)  | Kavala        | Tập 32    | 3                  |
| Anna-Maria Iliadou  | 18   | 1,77 m (5 ft 9+1⁄2 in)  | Athens        | Tập 32    | 2-1                |
| Katia Tarabanko     | 22   | 1,75 m (5 ft 9 in)      | Athens        | Tập 32    | 2-1                |

## Thứ tự gọi tên
| 1  | Maria       | Konstantina | Nina        | Keisi       | Eleftheria  | Katia       | Konstantina | Anna        | Anna        | Keisi       | Marina      | Maria       | Katia       | Anna        | Hara        | Maria              | Maria       | Anna        | Maria       | Keisi            | Katia      | Anna-Maria | Anna-Maria | Keisi      | Anna-Maria Katia |  |  |  |  |  |  |  |  |  |  |  |  |  |  |  |  |  |
| 2  | Eleftheria  | Eleftheria | Spyroula    | Hara        | Nina        | Ilda        | Anna        | Ilda        | Anna-Maria  | Emmanouela  | Ilda        | Hara        | Konstantina | Ilda        | Anna-Maria  | Ilda               | Ilda        | Konstantina | Ilda        | Katia            | Anna-Maria | Katia      | Keisi      | Katia      | Anna-Maria Katia |  |  |  |  |  |  |  |  |  |  |  |  |  |  |  |  |  |
| 3  | Anna        | Anna Anna-Maria Argyro Asimina Emmanouela Gloria Ilda Ioanna Hara Katia Keisi Lydia Maria Marina Martina Nina Olga Silia Souzana Spyroula | Hara        | Katia       | Spyroula    | Hara        | Katia       | Katia       | Maria       | Konstantina | Maria       | Eleftheria  | Maria       | Anna-Maria  | Katia       | Konstantina        | Katia       | Keisi       | Katia       | Maria            | Keisi      | Keisi      | Maria      | Anna-Maria | Keisi            |  |  |  |  |  |  |  |  |  |  |  |  |  |  |  |  |  |
| 4  | Silia       | Anna Anna-Maria Argyro Asimina Emmanouela Gloria Ilda Ioanna Hara Katia Keisi Lydia Maria Marina Martina Nina Olga Silia Souzana Spyroula | Anna-Maria  | Asimina     | Ioanna      | Eleftheria  | Marina      | Konstantina | Asimina     | Hara        | Hara        | Konstantina | Ilda        | Hara        | Ilda        | Anna               | Eleftheria  | Katia       | Hara        | Hara             | Maria      | Maria      | Katia      | Maria      |                  |  |  |  |  |  |  |  |  |  |  |  |  |  |  |  |  |  |
| 5  | Asimina     | Anna Anna-Maria Argyro Asimina Emmanouela Gloria Ilda Ioanna Hara Katia Keisi Lydia Maria Marina Martina Nina Olga Silia Souzana Spyroula | Konstantina | Spyroula    | Asimina     | Asimina     | Ilda        | Maria       | Ilda        | Anna-Maria  | Keisi       | Marina      | Keisi       | Konstantina | Konstantina | Keisi              | Keisi       | Popi        | Keisi       | Anna-Maria       | Hara       | Hara       | Hara       |            |                  |  |  |  |  |  |  |  |  |  |  |  |  |  |  |  |  |  |
| 6  | Martina     | Anna Anna-Maria Argyro Asimina Emmanouela Gloria Ilda Ioanna Hara Katia Keisi Lydia Maria Marina Martina Nina Olga Silia Souzana Spyroula | Asimina     | Anna        | Emmanouela  | Anna-Maria  | Martina     | Souzana     | Konstantina | Ilda        | Konstantina | Asimina     | Hara        | Maria       | Anna        | Anna-Maria         | Popi        | Ilda        | Anna-Maria  | Ilda             | Anna       | Anna       |            |            |                  |  |  |  |  |  |  |  |  |  |  |  |  |  |  |  |  |  |
| 7  | Olga        | Anna Anna-Maria Argyro Asimina Emmanouela Gloria Ilda Ioanna Hara Katia Keisi Lydia Maria Marina Martina Nina Olga Silia Souzana Spyroula | Emmanouela  | Maria       | Konstantina | Keisi       | Emmanouela  | Martina     | Martina     | Asimina     | Emmanouela  | Anna-Maria  | Eleftheria  | Emmanouela  | Keisi       | Asimina Hara Katia | Hara        | Anna-Maria  | Popi        | Anna             | Ilda       |            |            |            |                  |  |  |  |  |  |  |  |  |  |  |  |  |  |  |  |  |  |
| 8  | Ioanna      | Anna Anna-Maria Argyro Asimina Emmanouela Gloria Ilda Ioanna Hara Katia Keisi Lydia Maria Marina Martina Nina Olga Silia Souzana Spyroula | Ilda        | Martina     | Hara        | Spyroula    | Maria       | Emmanouela  | Olga        | Katia       | Spyroula    | Emmanouela  | Anna-Maria  | Katia       | Maria       | Asimina Hara Katia | Konstantina | Eleftheria  | Konstantina | Konstantina Popi |            |            |            |            |                  |  |  |  |  |  |  |  |  |  |  |  |  |  |  |  |  |  |
| 9  | Argyro      | Anna Anna-Maria Argyro Asimina Emmanouela Gloria Ilda Ioanna Hara Katia Keisi Lydia Maria Marina Martina Nina Olga Silia Souzana Spyroula | Martina     | Anna-Maria  | Martina     | Marina      | Keisi       | Marina      | Hara        | Maria       | Katia       | Keisi       | Emmanouela  | Asimina     | Asimina     | Asimina Hara Katia | Anna-Maria  | Hara        | Anna        | Konstantina Popi |            |            |            |            |                  |  |  |  |  |  |  |  |  |  |  |  |  |  |  |  |  |  |
| 10 | Keisi       | Anna Anna-Maria Argyro Asimina Emmanouela Gloria Ilda Ioanna Hara Katia Keisi Lydia Maria Marina Martina Nina Olga Silia Souzana Spyroula | Maria       | Eleftheria  | Marina      | Emmanouela  | Hara        | Anna-Maria  | Emmanouela  | Eleftheria  | Anna        | Anna        | Asimina     | Keisi       | Emmanouela  |                    | Anna        | Maria       | Eleftheria  |                  |            |            |            |            |                  |  |  |  |  |  |  |  |  |  |  |  |  |  |  |  |  |  |
| 11 | Popi        | Anna Anna-Maria Argyro Asimina Emmanouela Gloria Ilda Ioanna Hara Katia Keisi Lydia Maria Marina Martina Nina Olga Silia Souzana Spyroula | Silia       | Marina      | Olga        | Olga        | Souzana     | Eleftheria  | Keisi       | Spyroula    | Anna-Maria  | Katia       | Anna        | Eleftheria  |             |                    | Asimina     | Asimina     |             |                  |            |            |            |            |                  |  |  |  |  |  |  |  |  |  |  |  |  |  |  |  |  |  |
| 12 | Nina        | Anna Anna-Maria Argyro Asimina Emmanouela Gloria Ilda Ioanna Hara Katia Keisi Lydia Maria Marina Martina Nina Olga Silia Souzana Spyroula | Eleftheria  | Ilda        | Katia       | Anna        | Eleftheria  | Asimina     | Katia       | Souzana     | Asimina     | Ilda        | Marina      |             |             |                    | Emmanouela  |             |             |                  |            |            |            |            |                  |  |  |  |  |  |  |  |  |  |  |  |  |  |  |  |  |  |
| 13 | Marina      | Anna Anna-Maria Argyro Asimina Emmanouela Gloria Ilda Ioanna Hara Katia Keisi Lydia Maria Marina Martina Nina Olga Silia Souzana Spyroula | Lydia       | Olga        | Maria       | Konstantina | Spyroula    | Olga        | Eleftheria  | Anna        | Eleftheria  | Spyroula    |             |             |             |                    |             |             |             |                  |            |            |            |            |                  |  |  |  |  |  |  |  |  |  |  |  |  |  |  |  |  |  |
| 14 | Gloria      | Anna Anna-Maria Argyro Asimina Emmanouela Gloria Ilda Ioanna Hara Katia Keisi Lydia Maria Marina Martina Nina Olga Silia Souzana Spyroula | Keisi       | Konstantina | Gloria      | Maria       | Anna-Maria  | Keisi       | Marina      | Marina      | Souzana     |             |             |             |             |                    |             |             |             |                  |            |            |            |            |                  |  |  |  |  |  |  |  |  |  |  |  |  |  |  |  |  |  |
| 15 | Anna-Maria  | Anna Anna-Maria Argyro Asimina Emmanouela Gloria Ilda Ioanna Hara Katia Keisi Lydia Maria Marina Martina Nina Olga Silia Souzana Spyroula | Olga        | Nina        | Ilda        | Nina        | Nina        | Hara        | Spyroula    | Olga        |             |             |             |             |             |                    |             |             |             |                  |            |            |            |            |                  |  |  |  |  |  |  |  |  |  |  |  |  |  |  |  |  |  |
| 16 | Konstantina | Anna Anna-Maria Argyro Asimina Emmanouela Gloria Ilda Ioanna Hara Katia Keisi Lydia Maria Marina Martina Nina Olga Silia Souzana Spyroula | Marina      | Emmanouela  | Keisi       | Souzana     | Asimina     | Spyroula    | Souzana     | Martina     |             |             |             |             |             |                    |             |             |             |                  |            |            |            |            |                  |  |  |  |  |  |  |  |  |  |  |  |  |  |  |  |  |  |
| 17 | Souzana     | Anna Anna-Maria Argyro Asimina Emmanouela Gloria Ilda Ioanna Hara Katia Keisi Lydia Maria Marina Martina Nina Olga Silia Souzana Spyroula | Katia       | Lydia       | Souzana     | Martina     | Olga        | Nina        |             |             |             |             |             |             |             |                    |             |             |             |                  |            |            |            |            |                  |  |  |  |  |  |  |  |  |  |  |  |  |  |  |  |  |  |
| 18 | Spyroula    | Anna Anna-Maria Argyro Asimina Emmanouela Gloria Ilda Ioanna Hara Katia Keisi Lydia Maria Marina Martina Nina Olga Silia Souzana Spyroula | Ioanna      | Souzana     | Anna-Maria  | Gloria      | Gloria      |             |             |             |             |             |             |             |             |                    |             |             |             |                  |            |            |            |            |                  |  |  |  |  |  |  |  |  |  |  |  |  |  |  |  |  |  |
| 19 | Katia       | Anna Anna-Maria Argyro Asimina Emmanouela Gloria Ilda Ioanna Hara Katia Keisi Lydia Maria Marina Martina Nina Olga Silia Souzana Spyroula | Anna        | Gloria      | Anna        | Ioanna      |             |             |             |             |             |             |             |             |             |                    |             |             |             |                  |            |            |            |            |                  |  |  |  |  |  |  |  |  |  |  |  |  |  |  |  |  |  |
| 20 | Ilda        | Anna Anna-Maria Argyro Asimina Emmanouela Gloria Ilda Ioanna Hara Katia Keisi Lydia Maria Marina Martina Nina Olga Silia Souzana Spyroula | Souzana     | Ioanna      | Lydia       |             |             |             |             |             |             |             |             |             |             |                    |             |             |             |                  |            |            |            |            |                  |  |  |  |  |  |  |  |  |  |  |  |  |  |  |  |  |  |
| 21 | Lydia       | Anna Anna-Maria Argyro Asimina Emmanouela Gloria Ilda Ioanna Hara Katia Keisi Lydia Maria Marina Martina Nina Olga Silia Souzana Spyroula | Gloria      | Silia       |             |             |             |             |             |             |             |             |             |             |             |                    |             |             |             |                  |            |            |            |            |                  |  |  |  |  |  |  |  |  |  |  |  |  |  |  |  |  |  |
| 22 | Emmanouela  | Anna Anna-Maria Argyro Asimina Emmanouela Gloria Ilda Ioanna Hara Katia Keisi Lydia Maria Marina Martina Nina Olga Silia Souzana Spyroula | Argyro      |             |             |             |             |             |             |             |             |             |             |             |             |                    |             |             |             |                  |            |            |            |            |                  |  |  |  |  |  |  |  |  |  |  |  |  |  |  |  |  |  |
| 23 | Katerina    | Katerina Popi |             |             |             |             |             |             |             |             |             |             |             |             |             |                    |             |             |             |                  |            |            |            |            |                  |  |  |  |  |  |  |  |  |  |  |  |  |  |  |  |  |  |
| 24 | Hara        | Katerina Popi |             |             |             |             |             |             |             |             |             |             |             |             |             |                    |             |             |             |                  |            |            |            |            |                  |  |  |  |  |  |  |  |  |  |  |  |  |  |  |  |  |  |

     Thí sinh bị loại
     Thí sinh dừng cuộc thi
     Thí sinh không bị loại khi rơi vào cuối bảng
     Thí sinh chiến thắng cuộc thi
- Từ tập 1-7 là tập casting. Từ hàng ngàn cô gái dự thi đã được giảm xuống còn 70 thí sinh bán kết. Sau tập 7, 24 thí sinh được chọn vào cuộc thi.
- Trong tập 8, Vicky chỉ gọi tên 2 người tốt nhất và 2 người tệ nhất.
- Trong tập 17, Martina dừng cuộc thi nên Souzana, người bị loại ở tập trước, được quay lại cuộc thi.
- Trong tập 18, Marina không tham gia vào buổi đánh giá vì phải nhập viện nên cô được miễn loại trong tập đó.
- Trong tập 24, Emmanouela, Eleftheria & Popi được quay lại cuộc thi vì chiến thắng thử thách casting cho Madame Figaro.
- Buổi loại trừ trong tập 32 được truyền hình trực tiếp và chương trình xác định quán quân bằng cách tính điểm qua 3 buổi chụp hình cuối cùng của họ. Vì Anna-Maria & Katia đều cùng có số điểm cao nhất, nên ban giám khảo quyết định cả hai đều chiến thắng cuộc thi.

### Buổi chụp hình
- Tập 6: Áo tắm ở bãi biển (casting)
- Tập 8: Trình diễn thời trang từ trên tòa nhà Toi&Moi
- Tập 9: Tạo dáng với rắn và trang sức
- Tập 10: Tắm ở giữa đường phố
- Tập 12: Tạo dáng táo bạo với túi xách
- Tập 13: Đầm dạ hội trên thang leo theo cặp
- Tập 14: Nữ cao bồi trên bò tót điện cho nước uống Cool Vit
- Tập 15: Tạo dáng trong bong bóng giữa hồ bơi theo cách tạo dáng của Vicky Kaya
- Tập 16: Trình diễn thời trang cho Angelos Bratis
- Tập 17: Thời trang động vật với chim
- Tập 18: Ảo ảnh
- Tập 19: Du khách thời trang
- Tập 20: Tạo dáng trong khu phố cổ của Athens
- Tập 21: Quyến rũ trong bếp
- Tập 22: Hóa thân thành Mary Poppin ở trên không
- Tập 23: Vượt chướng ngại vật
- Tập 24: Ảnh bìa tạp chí Madame Figaro
- Tập 25: Adam và Eva
- Tập 26: Chị em sinh đôi dính liền nhau
- Tập 27: Quảng cáo dầu thơm Nuxe
- Tập 28: Váy dạ hội trên xe xúc đất
- Tập 29: Cô bé quàng khăn đỏ và con sói
- Tập 30: Tạo dáng trong đồ Blumarine
- Tập 31: Góa phụ trong nhà thờ; Trợ lí sửa xe trên đường đua
- Tập 32: Chuẩn bị cho bữa tiệc; Ngôi sao của bữa tiệc; Sau bữa biệc với người mẫu nam